# Murka Benedek
Murka Benedek (Budapest, 1997. szeptember 10. –) korosztályos válogatott magyar labdarúgó, a Videoton középpályása.

## Pályafutása

### Klubcsapatokban
2006 és 2014 között a Dunakeszi Kinizsi az Újpest, a Vasas, és a Catania korosztályos csapataiban ismerte meg a futball alapjait.
2015. február 19-én két és fél éves szerződést kötött a Vasas labdarúgócsapatával.
2015. április 4-én az NB II 22. fordulójában, a mérkőzés 86. percében Czvitkovics Péter cseréjeként lépett pályára.
2015. augusztus 29-én a Vasas hivatalos honlapján jelentette be, hogy egy évre kölcsönbe került az NB II-ben szereplő BFC Siófok csapatához.
2016. október 7-én a 2017-ben lejáró szerződését két évvel meghosszabbította a Vasassal.
2016. október 24-én megszerezte első élvonalbeli gólját a Debreceni VSC elleni mérkőzés 45. percében.
2017. április 8-án a Videoton elleni mérkőzésen a 93. percben győztes gólt szerzett, a csapat 2-1-re győzött, és életben tartotta bajnoki reményeit.
2017. augusztus 18-án Debrecen elleni idegenbeli 4–1-re elvesztett bajnoki mérkőzésen súlyos térdsérülést szenvedett. Az MRI vizsgálat után kiderült keresztszalag-szakadást szenvedett a bal térdében. 24-én a Vasas hivatalos honlapján jelentette be, hogy 4-5 hét múlva műtik meg.